# سکیونولیا
سکیونولیا (به ایتالیایی: Schivenoglia) یک کومونه در ایتالیا است که در استان منتووا واقع شده‌است. سکیونولیا ۱۳٫۲ کیلومتر مربع مساحت و ۱٬۲۴۷ نفر جمعیت دارد و ۱۲ متر بالاتر از سطح دریا واقع شده‌است.